# Тромб
Тромб (др.-греч. θρόμβος — ком, сгусток) — прижизненный свёрток крови в просвете кровеносного сосуда или в полости сердца, образующийся в результате активации системы свертывания крови и возникающий в ответ на повреждение сосуда. Участвует в процессах гемостаза. Тромб следует отличать от кровяного сгустка (англ. clot). В отличие от сгустка крови тромб фиксирован к сосудистой стенке, более плотный, а расположение форменных элементов крови и фибрина в нём структурно упорядочено. При экспертизе причин смерти крайне важно отличать тромб от посмертного сгустка крови. Процесс образования тромба называется тромбозом. Острая закупорка просвета кровеносного сосуда фрагментом тромба, оторвавшегося от места своего первоначального образования и фиксации, называется тромбоэмболией.
В ряде случаев при гиперкоагуляции образование тромбов может приводить к развитию патологических процессов. Так, например, следствием образования пристеночного тромба может быть развитие атеросклеротического поражения с выраженным изменением интимы сосуда. Через гиперплазированную стенку сосуда под интиму проникают различные вещества из крови, вызывая в ней воспалительный процесс с последующей жировой дегенерацией участка. Следующий шаг — отложение и конденсация на эндотелии фибрина. В настоящее время можно с уверенностью утверждать, что атеросклероз, тромбоз и воспаление — взаимно связанные между собой явления, хоть и не взаимозаменяемые.

## Виды тромбов
В зависимости от строения и внешнего вида различают белый, красный, смешанный (слоистый) и гиалиновый тромбы (различаются особенностями и темпами тромбообразования).
- Белые тромбы состоят из тромбоцитов, фибрина и лейкоцитов, образуются медленно при быстром токе крови (чаще в артериях).
- Красные тромбы, помимо тромбоцитов и фибрина, содержат большое число эритроцитов, образуются быстро при медленном токе крови (обычно в венах).
- Смешанные тромбы встречаются чаще всего. Они имеют слоистое строение — слоистый тромб — и пестрый вид, содержат элементы как белого, так и красного тромба. В смешанном тромбе различают головку (имеет строение белого тромба), тело (собственно смешанный тромб) и хвост (имеет строение красного тромба). Головка прикреплена к эндотелиальной выстилке сосуда, что отличает тромб от посмертного сгустка крови. Слоистые тромбы образуются чаще в венах, в полости аневризмы аорты и сердца.
- Гиалиновые тромбы — редко содержат фибрин, состоят из разрушенных эритроцитов, тромбоцитов и преципитирующих белков плазмы; при этом тромботические массы напоминают гиалин. Такие тромбы встречаются в капилярах.

В зависимости от размеров относительно просвета в сосуде различают:
Тромбы пристеночные, когда большая часть просвета свободна или закупоривающие, обтурирующие просвет (обтурирующий тромб)
- Пристеночный тромб обнаруживается часто в сердце на клапанном или париетальном эндокарде при его воспалении (тромбоэндокардит), в ушках и между трабекулами при хронической сердечной недостаточности (порок сердца, хроническая ишемическая болезнь сердца), в крупных артериях при атеросклерозе, в венах при их воспалении (тромбофлебит), в аневризмах сердца и сосудов.
- Закупоривающий (окклюзирующий) тромб образуется чаще в венах и мелких артериях при росте пристеночного тромба, реже — в крупных артериях и аорте.

В зависимости от места образования различают:
- тромбы вен,
- тромбы артерий,
- тромбы капиляр.

Выделяют также:
- Иногда тромб, который начал образовываться в венах, например голени, быстро растет по току крови, достигая собирательных венозных сосудов, например нижней полой вены. Такой тромб называют прогрессирующим.
- Растущий тромб левого предсердия может отрываться от эндокарда. Находясь свободно в полости предсердия, он «отшлифовывается» движениями крови и принимает шаровидную форму — шаровидный тромб.
- Тромб в аневризмах называют дилатационным.

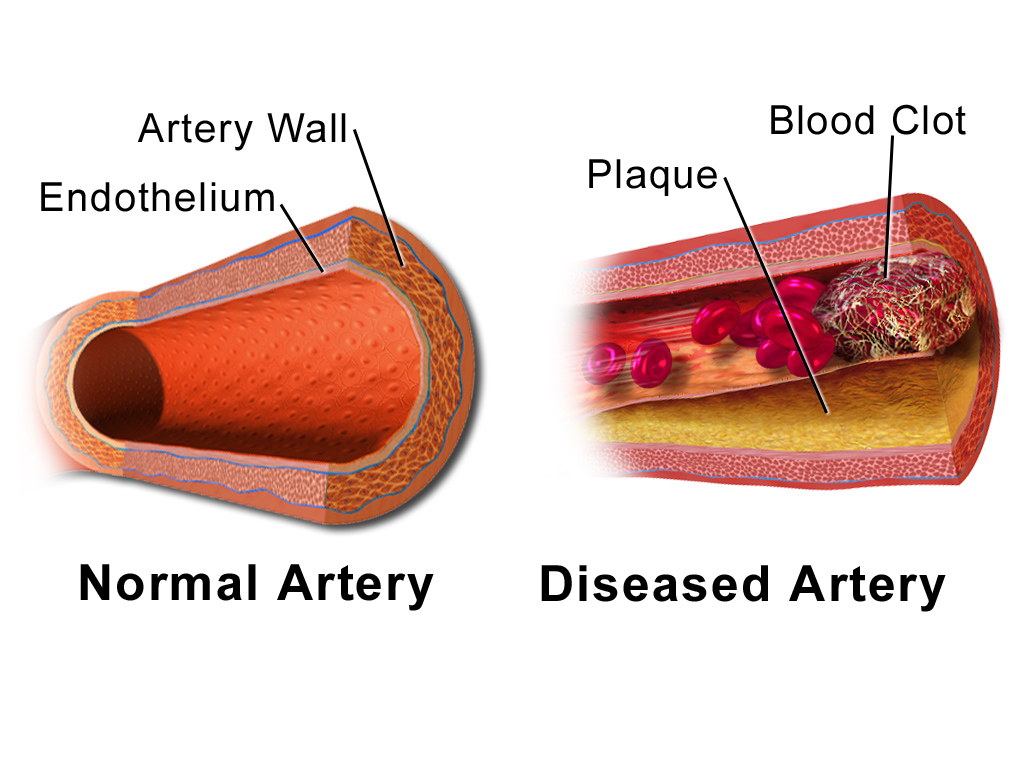
Иллюстрация сравнения нормальной артерии и больной артерии с тромбом
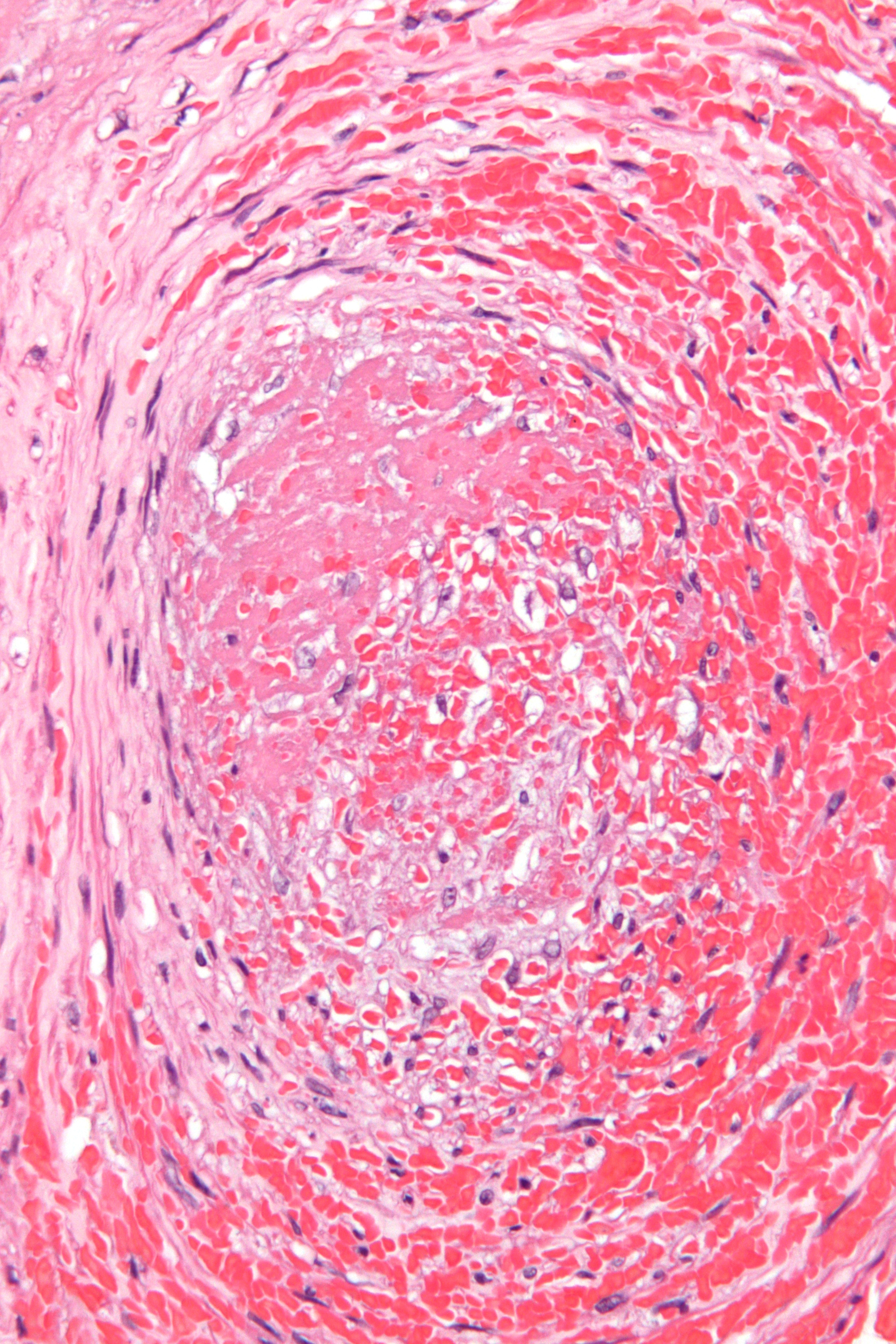
Микрофотография, показывающая тромб (центр изображения) в кровеносном сосуде плаценты
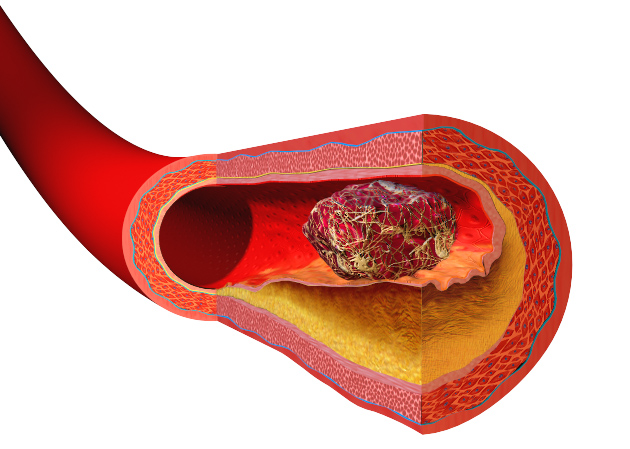
Иллюстрация, изображающая образование тромба над артериальной бляшкой

## Жизненный цикл тромба
- Образование тромба (тромбоз). Происходит вследствие активации свёртывающей системы крови, что приводит к сгущению и свёртыванию (коагуляция). Причину образования сгустка внутри сосуда описывает Триада Вирхова.
- Рост и изменения тромба. Увеличение размеров тромба происходит путём наслоения тромботических масс на первичный тромб, причем рост тромба может происходить как по току, так и против тока крови. Наблюдается при угнетении процессов фибринолиза.
- Отрыв тромба от стенки сосуда. Чтобы предотвратить возможное развитие тромба, необходимо следить за здоровьем и своевременно лечить заболевания, приводящие к образованию тромбов. Лечением этих заболеваний занимаются флебологи и ангиохирурги (сосудистые хирурги).
- Закупорка тромбом кровеносных сосудов (тромбоэмболия).
- Реканализация тромба.

## Диагностика
Активация системы гемостаза, потенциально способная привести к развитию тромбоза, сопровождается появлением в крови специфических маркеров. Данные маркеры, отражающие степень повышения гемостатического потенциала крови, диагностируются в лабораторных условиях. Наиболее детально изученный маркер активации гемостаза — D-димеры. В последнее десятилетие появились и новые комплексные подходы, претендующие на особую роль в распознавании тромботической готовности, основная характеристика которых сводится к возможности оценки напряжения конечного этапа свертывания — генерации тромбина и фибринообразования при сложении всех потенциальных векторов активации системы гемостаза (тест генерации тромбина, тест тромбодинамики).
Для визуализации имеющихся тромбов часто используется ультразвуковое сканирование венозной системы, компьютерная томография, сцинтиграфия. Использование спектральной доплерографии позволяет точно измерять кровоток внутри просвета вен.